# Thygater armandoi
Thygater armandoi là một loài Hymenoptera trong họ Apidae. Loài này được Urban mô tả khoa học năm 1999.